# David Porter Heap

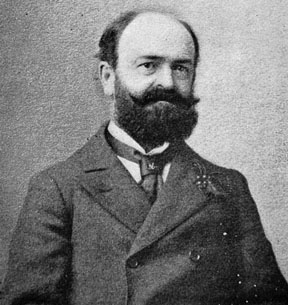
David Porter Heap in den 1890er Jahren

David Porter Heap (* 24. Mai 1843 in San Stefano, Osmanisches Reich; † 25. Oktober 1910 in Pasadena, Kalifornien, Vereinigte Staaten) war ein US-amerikanischer Ingenieur und Offizier in der United States Army, in der er zuletzt im Rang eines Brigadegenerals war. Er gehörte der Potomac-Armee sowie dem United States Army Corps of Engineers an und nahm unter anderem am Amerikanischen Bürgerkrieg teil. Daneben trat auch als (Co-)Autor diverser Berichte, Bücher und anderer Publikationen in Erscheinung.

## Leben und Karriere
David Porter Heap wurde am 24. Mai 1843 als Sohn von Gwynn Harris Heap, dem damaligen US-amerikanischen Generalkonsul in Konstantinopel, und dessen Ehefrau Evelina Cora (Porter) Heap, in der Stadt San Stefano in der Nähe des heutigen Istanbul geboren. Im fortgeschrittenen Alter besuchte er zuerst die Germantown Academy in Pennsylvania, danach das Georgetown College in Washington, D.C. und ab 1. Juli 1860 die United States Military Academy in West Point, New York, die der Kadett am 13. Juni 1864 abschloss, als er graduierte und zur United States Army aufrückte. Hierbei diente er als First Lieutnant im Corps of Engineers und war dabei bei der sogenannten Rebellion of the Seceding States beteiligt. So nahm er bereits ab dem 24. Juni 1864, elf Tage nachdem er die US Military Academy absolviert hatte, mit dem Engineer Battalion der Potomac-Armee an der Belagerung von Petersburg teil und war an dieser vorerst bis zum 13. September 1864 beteiligt. Als Mitglied des Corps war er bei der Kraterschlacht vom 30. Juli 1864 an der Sprengung einer Mine beteiligt. Am 13. September 1864 wurde er krankheitsbedingt vom Dienst freigestellt und kehrte erst wieder am 13. Oktober 1864 ins Bataillon der Ingenieure zurück. Bei dieser war er daraufhin bis 24. Februar 1865, ehe er wieder vom Dienst freigestellt wurde und erst einen Tag nach Ende der Belagerung, am 26. März 1865, wieder zu seiner Truppe zurückkehrte. Während der Zeit zwischen Oktober und Februar war er unter anderem mit Konstruktions- und Reparaturarbeiten an der Front beschäftigt, aber auch beim Rachefeldzug nach der Zerstörung der Weldon Railroad (14. bis 25. August 1864) beim Meherrin River von 7. bis 10. Dezember 1864 beteiligt. Nach seiner Rückkehr zur Truppe Ende März 1865 beteiligte er sich unter der Führung von Robert E. Lee bis 9. April 1865 an der Verfolgung der Rebellenarmee. Während dieser Zeit erfolgte auch seine Beförderung zum Captain ehrenhalber (2. April) für seinen furchtlosen und verdienstvollen Dienst während der Belagerung von Petersburg. Weiters war er im April 1865 am Bau von Brücken, an Erkundungen und an der Wiederherstellung von Straßen beteiligt und erstellte Landkarten und Pläne der Rebellentätigkeiten rund um die Schlacht von High Bridge.
Als der Amerikanische Bürgerkrieg einen Monat später endete, war der Brevet Captain bereits seit mehr als einer Woche mit dem Engineer Battalion auf dem Weg nach Willets Point im heutigen Queens, wo er schließlich am 20. Juni 1865 mit seiner Truppe eintraf. Ab diesem Zeitpunkt war er bis 13. November des nachfolgenden Jahres in der Garnison in Willets Point, das damals noch zu New Jersey gehörte, stationiert. In diesem Zeitraum war er auch von 22. Oktober bis 13. November 1866 Quartiermeister seines Bataillons. Als Ingenieursassistent war er in weiterer Folge von 16. November 1866 bis April 1867 an der Neuerrichtung des heute denkmalgeschützten Fort Ontario im US-Bundesstaat New York beteiligt. In diese Zeit fiel auch seine Beförderung zum Captain am 7. März 1867. Danach war er über einen Zeitraum von knapp drei Jahren von April 1867 bis 19. Februar 1870 als Ingenieursassistent an Verbesserungs- und Erneuerungsarbeiten von Häfen am Lake Michigan im Einsatz, ehe er zum Chefingenieur des Department of Dakota, einem der diversen Departments des US Army Corps of Engineers, aufstieg und als solcher von 19. Februar 1870 bis 21. Oktober 1872 tätig war. In dieser Zeit fiel auch der Zeitraum von 15. Dezember 1870 bis 20. April 1871, in dem er in Europa verweilte bzw. auf dem Weg dorthin und wieder zurück war. Unter dem Befehl von Major Quincy Adams Gillmore, einem Absolventen der United States Military Academy von 1849, war Heap im Zeitraum von 15. November 1872 bis 5. Februar 1874 in Charleston, South Carolina, stationiert und fiel in dieser Zeit von 27. Dezember 1873 bis 25. Februar 1874 krankheitsbedingt aus. Unter der Befehlshabe von Major Henry Larcom Abbot, einem weiteren Absolventen der United States Military Academy von 1854, war Heap von 24. Februar bis 8. Juli 1874 als Ingenieursassistent bei der Errichtung der Harbor Defenses of New York, den Küstenbefestigungen am Osteingang des New Yorker Hafens beteiligt.
Unter Major Gouverneur Kemble Warren war Captain David Porter Heap von 10. Juli 1874 bis 31. März 1875 in Newport, Rhode Island, stationiert, ehe er danach von 31. März 1875 bis 14. Mai 1877 für das Engineer Department im Zuge Centennial International Exhibition tätig war. Danach kehrte er wieder zu Gouverneur Kemble Warren nach Newport zurück, wo er schließlich ein weiteres Mal von 15. Mai 1877 bis 3. März 1880 stationiert war. In weiterer Folge war er von 10. März 1880 bis 30. Juni 1881 als Ingenieur im Tenth Lighthouse District, der vor allem den Ontariosee und den Eriesee, aber auch die Leuchttürme am Saint Lawrence River umfasste, im Einsatz, ehe er unter anderem im Zeitraum von 1. August bis 15. November 1881 als Repräsentant der Vereinigten Staaten an der Internationalen Elektrizitätsausstellung in Paris, Frankreich, teilnahm. Nachdem er danach noch bis April 1882 in Europa verblieb, war er daraufhin von 16. Mai 1882 bis 31. März 1883 für Erhebungen, Tätigkeiten an den Flüssen und Verbesserungsarbeiten an den Häfen in Western Michigan verantwortlich. Während dieser Zeit erfolgte auch die Ernennung zum Major des US Army Corps of Engineers am 23. Juni 1882. Daraufhin gehörte er Heap über einen Zeitraum von rund vier Jahren 
von 8. März 1883 bis 14. Juli 1887 dem United States Lighthouse Board als Engineer Secretary an. Gleich im Anschluss war er ab 6. Juli 1887 wieder als Ingenieur im Third Lighthouse District und in gleicher Position von 7. Juli 1887 bis 19. März 1888 im Fourth Lighthouse District tätig. Bereits im Jahre 1882 gehörte er einer Gruppe von Personen an, die sich für die Verbesserung der Lage am Saginaw River einsetzte. Zeitlebens war er in zahlreichen solcher Gruppierungen, die sich für Verbesserungen an Flüssen und Häfen einsetzte. Danach verläuft sich Heaps weiterer Werdegang der nächsten Jahre etwas; im November 1894 scheint er jedoch als Ingenieur des Third Lighthouse District in Tompkinsville auf Staten Island auf, wobei davon ausgegangen werden kann, dass er diesen bis dahin ständig angehörte.
Am 10. Mai 1895 erfolgte seine Beförderung zum Lieutenant Colonel. Danach war er unter anderem bis Oktober 1895 für die Befestigungsanlagen, Flüsse und Häfen in Portland, Maine, verantwortlich und danach in gleicher Tätigkeit bis 19. März 1897 in Wilmington, North Carolina, ehe er wieder als Ingenieur des Third Lighthouse District in Tompkinsville eingesetzt wurde. Noch zu Beginn des 20. Jahrhunderts wurde Heap an die Westküste der Vereinigten Staaten versetzt, wo er als Bereichsingenieur über einen Zeitraum von über drei Jahren von 23. September 1901 bis 16. Oktober 1904 für die South Pacific Division des US Army Corps of Engineers tätig war. In diesem Zeitraum gehörte er von 23. September 1901 bis 27. Juni 1903 dem Vorstand des Corps of Engineers an, der für die Überprüfung und Beförderung von bestimmten Offizieren zum Corps of Engineers, verantwortlich war. In ähnlicher Tätigkeit gehörte er von 23. September 1901 bis 21. März 1902 einem Gremium an, das sich für die Überprüfung und Beförderung von Lieutenants der Army zum Übertritt ins Corps of Engineers verantwortlich zeigte. Des Weiteren war er von 23. September 1901 bis 16. Oktober 1904 Mitglied eines Gremiums technischer Offiziere, die für den Hafen von San Francisco und angrenzende Gewässer verantwortlich war, sowie Erhebungen und Untersuchungen von und für die Verbesserung des Sacramento River und des Feather River durchführte.
Außerdem war er von 28. August 1901 bis 10. September 1903 über einen Zeitraum von knapp drei Jahren Mitglied der California Debris Commission, die hauptsächlich für die Regulierung der kalifornischen Flüsse, die durch den Goldabbau und das Goldschürfen flussaufwärts in der Sierra Nevada sedimentiert und geschädigt wurden, verantwortlich war. Hierbei war Heap für die Regulierung des hydraulischen Bergbaus im US-Bundesstaat Kalifornien zuständig. Als technischer Offizier gehörte von 10. November 1901 bis 16. Oktober 1904 dem Stab von Samuel Baldwin Marks Young, der von Februar 1901 bis März 1902 das Kommando über das  Militär innerhalb des Bundesstaates Kalifornien hatte, an. Nach seiner Ernennung zum Colonel des Corps of Engineers am 13. April 1903 wurde er am 16. Februar 1905 zum Brigadier-General der Vereinigten Staaten ernannt und schied noch am gleichen Tag auf eigenes Ansuchen hin nach mehr als 40 Jahren im Dienst seines Heimatlandes im Alter von 61 Jahres aus dem Militär aus. Danach verblieb er noch in Kalifornien, wo er am 25. Oktober 1910 im Alter von 67 Jahren in Pasadena starb und in weiterer Folge am Nationalfriedhof Arlington begraben wurde. Während seiner aktiven Zeit veröffentlichte er diverse Bücher und Berichte und trat unter anderem auch als Erfinder in Erscheinung und meldete im Jahre 1895 ein Patent für ein Lichtsignal, das sowohl Schiffe als auch Leuchttürme verwenden konnten, an. 1896 meldete er ein Patent für ein Instrument zur Ortung von Geräuschen an; 1897 ein Patent für ein sogenanntes Topophon.

## Familie
Seine erste Frau war Elizabeth „Bessie“  Brown Beale, nach der Ehelichung: Elizabeth Beale Heap, mit der er den Sohn David Porter Heap junior (1877–1895) hatte und die selbst im Jahre 1889 im Alter von 37 Jahren verstarb. In zweiter Ehe war Heap mit Josephine Bigelow Wright, nach Ehelichung: Josephine Bigelow Wright Heap (1863–1949), verheiratet. Sie wurde an der Seite ihres 39 Jahre zuvor verstorbenen Mannes am Nationalfriedhof Arlington beerdigt.

## Werke (Auswahl)
- 1876: Engineer Department U.S. Army at the International Exhibition
- 1881: The Paris Electrical Exhibition
- 1883: History of the Application of the Electric to Lighting the Coasts of France
- 1884: Electrical Appliances of the Present Day
- 1887: Ancient and Modern Lighthouses
- 1895: US-Patent 543730 for Light Signal[3]
- 1896: US-Patent 564926 for Sound Locating Instrument[4]
- 1897: US-Patent 590062 for Topophon[5]